# ایستگاه شربورن
ایستگاه شربورن (انگلیسی: Sherbourne station) یک ایستگاه مترو در خط ۲ بلور–دانفورث در تورنتو، انتاریو، کانادا است. ایستگاه، که در سال ۱۹۶۶ افتتاح شد، در غرب خیابان شربورن (تورنتو) در سمت جنوب خیابان بلور شرقی واقع شده‌است.